# Pan African Airlines
Pan African Airlines es una aerolínea con base en Nigeria y propiedad de Bristow Group. Proporciona vuelos en helicóptero y avión para la industrial petrolífera.

## Códigos
- Código IATA: PF